# 二十面截角十二面十二面體
在幾何學中，二十面截角十二面十二面體是一種星形均勻多面體，由20個正六邊形、12個正十邊形和12個十角星組成，其索引為U45，對偶多面體為三重二方二十面体，具有二十面體群對稱性。

## 性質
二十面截角十二面十二面體共由44個面、180條邊和120個頂點組成。在其44個面中，有20個正六邊形、12個十邊形和12個十角星。在其120個頂點中，每個頂點都是六邊形、十邊形和十角星的公共頂點，並且這些面在頂點周圍依照六邊形、十邊形和十角星的順序排列，在頂點圖中可以用[6,10,10/3]或(10/3.6.10)來表示。

### 表示法
二十面截角十二面十二面體在考克斯特—迪肯符号中可以表示為（x5/3x3x5*a），在威佐夫記號中可以表示為3 5/3 5 |:130或5/3 3 5 |。

### 分類
由於二十面截角十二面十二面體的頂點圖為不等邊三角形且具備點可遞的特性，同時，其存在自相交的面，並可以透過星形正多面體進行廣義截角來構造，因此二十面截角十二面十二面體是一種自相交截角擬正多面體（Self-Intersecting Truncated Quasi-Regular Polyhedra）。自相交截角擬正多面體一共有五種，分別為立方截角立方八面體、星形截角截半立方體、二十面截角十二面十二面體、截角截半大十二面體和大截角截半二十面體。這些立體由阿爾伯特·巴杜羅（Albert Badoureau）和約翰·皮奇（Johann Pitsch）於1881年發現並描述。

### 尺寸
若二十面截角十二面十二面體的邊長為單位長，則其外接球半徑為2單位。
邊長為單位長的二十面截角十二面十二面體，中分球半徑為二分之根號十五：
{\displaystyle R_{M}={\frac {\sqrt {15}}{2}}\approx 1.9364916731037}

### 二面角
二十面截角十二面十二面體有三種二面角，分別為十邊形面和六邊形面的二面角、十邊形面和十角星面的二面角以及十角星面和六邊形面的二面角。
其中十邊形面和六邊形面的二面角約為100.812度：
{\displaystyle \arccos \left(-{\frac {\sqrt {15\left(5-2{\sqrt {5}}\right)}}{15}}\right)\approx 1.759506857578\approx 100.812316964^{\circ }}
十邊形面和十角星面的二面角為負根號五倒數的反餘弦值，約為116.565度：
{\displaystyle \arccos \left(-{\frac {\sqrt {5}}{5}}\right)\approx 2.0344439357957\approx 116.565051177^{\circ }}
十角星面和六邊形面的二面角約為142.6226度：
{\displaystyle \arccos \left(-{\frac {\sqrt {15\left(5+2{\sqrt {5}}\right)}}{15}}\right)\approx 2.4892345138\approx 142.622631859^{\circ }}

### 頂點座標
二十面截角十二面十二面體的頂點座標為下列座標的偶置換：
{\displaystyle \left(\pm \left(2-{\frac {1}{\tau }}\right),\pm 1,\pm \left(2+\tau \right)\right)}
{\displaystyle \left(\pm 1,\pm {\frac {1}{\tau ^{2}}},\pm \left(3\tau -1\right)\right)}
{\displaystyle \left(\pm 2,\pm {\frac {2}{\tau }},\pm 2\tau \right)}
{\displaystyle \left(\pm 3,\pm {\frac {1}{\tau ^{2}}},\pm \tau ^{2}\right)}
{\displaystyle \left(\pm \tau ^{2},\pm 1,\pm \left(3\tau -2\right)\right)}
其中，{\displaystyle \tau ={\tfrac {1+{\sqrt {5}}}{2}}}為黃金比例。